# Cybianthus liesneri
Cybianthus liesneri är en viveväxtart som beskrevs av J. J. Pipoly och J. M. Ricketson. Cybianthus liesneri ingår i släktet Cybianthus, och familjen viveväxter. Inga underarter finns listade i Catalogue of Life.